# 16807 Terasako
16807 Terasako è un asteroide della fascia principale. Scoperto nel 1997, presenta un'orbita caratterizzata da un semiasse maggiore pari a 2,2787978 UA e da un'eccentricità di 0,1056422, inclinata di 4,31305° rispetto all'eclittica.
L'asteroide è dedicato all'astronomo giapponese Masanori Terasako, scopritore di C/1987 B2 Terasako.